# Ib Planck
Ib Planck (født 2. januar 1930 i København, død 9. april 2014) var en dansk atlet som var medlem af Frederiksberg IF.
Planck deltog i OL 1952 på 5000 meter, hvor det blev en syvende plads i indledende heat på tiden 14,31,6.

## Personlige rekorder
- 3000 meter: 8,14,2 1953 (tidligere-DR)
- 5000 meter: 14,25,0 1953

## Danske mesterskaber
- Guld 1953 5000 meter 14,59,6
- Guld 1953 3km cross
- Guld 1952 5000 meter 14,52,4
- Guld 1952 10000 meter 31,40,2
- Guld 1951 5000 meter 14,47,2
- Bronze 1951 10000 meter 32,08,6
- Guld 1950 5000 meter 15,03,2